# Nye
Nye is een plaats in de gemeente Vetlanda in het landschap Småland en de provincie Jönköpings län in Zweden. De plaats heeft 203 inwoners (2005) en een oppervlakte van 45 hectare.
Ongeveer 1 kilometer ten zuidwesten ligt het meertje Karsnäsasjon.

## Verkeer en vervoer
Bij de plaats loopt de Länsväg 125.